# Puerto de Houston

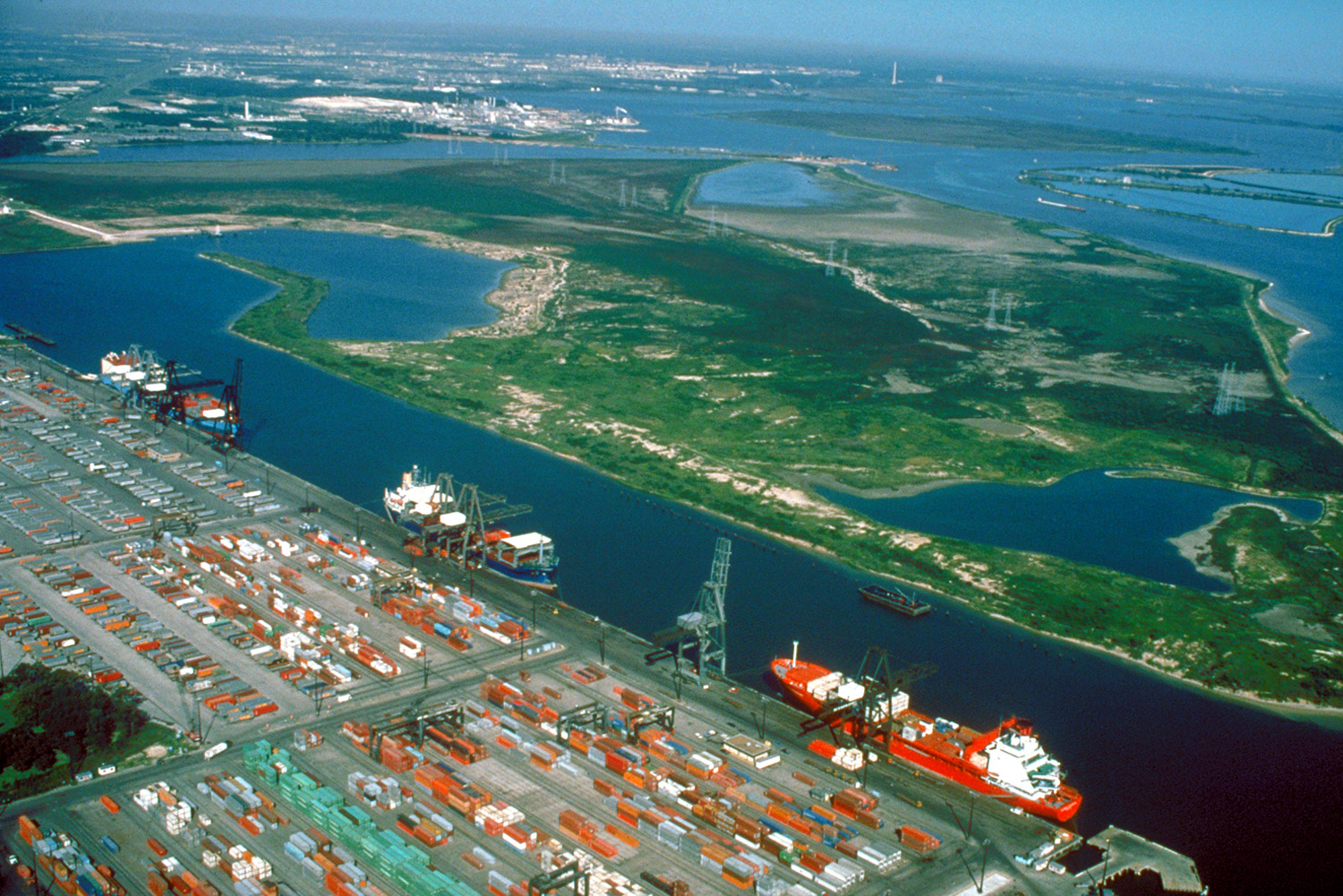
Vista aérea del canal navegable

El Puerto de Houston (en inglés: Port of Houston) es un puerto en Houston, Texas, la cuarta ciudad más grande en los Estados Unidos. El puerto es un complejo de instalaciones públicas y privadas diversificadas de 25 kilómetros de largo localizadas a unas horas de navegación desde el Golfo de México. Es el puerto más ocupado de los Estados Unidos en términos de tonelaje extranjero, el segundo más ocupado de los Estados Unidos en términos de tonelaje total, y el decimotercero más ocupado del mundo. 
Aunque originalmente los terminales del puerto estaban sobre todo dentro de los límites de la ciudad de Houston, el puerto se ha expandido hasta el punto de que hoy en día cuenta con instalaciones en varias comunidades de la zona circundante. En particular, la terminal más transitada del puerto, la terminal Barbours Cut, se encuentra en la punta de Morgan.